# Photofugia kratochvili
Photofugia kratochvili är en mångfotingart som beskrevs av Hoffer 1937. Photofugia kratochvili ingår i släktet Photofugia och familjen stenkrypare. Inga underarter finns listade i Catalogue of Life.